# Four Freedoms (Norman Rockwell)
Four Freedoms (em português: Quatro Liberdades) é uma série de quatro pinturas de 1943 produzida pelo artista americano Norman Rockwell. É composta pelas seguintes obras:  Freedom of Speech (Liberdade de expressão), Freedom of Worship (Liberdade religiosa), Freedom from Want (Liberdade de viver sem penúria) e Freedom from Fear (Liberdade de viver sem medo). Cada uma tem aproximadamente 116,2 centímetros de altura por 90 centímetros de largura. Ultimamente estão conservadas no Museu Norman Rockwell, em Stockbridge, Massachusetts. O título se refere ao Discurso sobre o Estado da União, proferido pelo presidente Franklin Delano Roosevelt em janeiro de 1941, no qual o presidente identificou os direitos humanos essenciais, a serem universalmente protegidos.  No início dos anos 1940, o tema das "Quatro Liberdades" de Roosevelt ainda era excessivamente vago e abstrato para muita gente, mas o governo utilizou-o  para ajudar a estimular o patriotismo. Afinal o tema acabou por ser incorporado à Carta do Atlântico, e também tornou-se parte da Carta das Nações Unidas. A série de pinturas foi publicada pela revista The Saturday Evening Post ao longo de quatro semanas consecutivas em 1943 (Freedom of Speech, em 20 de fevereiro; Freedom of Worship, em 27 de fevereiro, Freedom from Want, em 6 de março; Freedom from Fear , em 13 de março), sendo que cada  pintura era seguida de um ensaio escrito por um autor americano famoso da época.
A série de pinturas foi também destaque de uma exposição itinerante patrocinada por The Post e pelo Departamento do Tesouro dos Estados Unidos. Finalmente, a série foi amplamente distribuída, na forma de cartaz, e foi usada como instrumento para promover as vendas de  bônus de guerra, resultaram na arrecadação de mais de 132 milhões de dólares.
A série tem sido a principal atração das exposições retrospectivas da carreira de Rockwell, que foi o artista comercial mais popular dos meados do século XX, embora nunca tenha suscitado grande entusiasmo  da crítica. Estas são suas obras mais conhecidas e estima-se que também tenham sido as mais amplamente distribuídas. Além disso, eram comumente exibidas em agências dos correios, escolas, clubes, estações de trem e  edifícios públicos.
As críticas dessas imagens, assim como da maioria dos trabalhos de Rockwell, não têm sido muito positivas. Sua abordagem idílica e nostálgica do regionalista fez dele um ilustrador muito popular em seu tempo, mas pouco valorizado por seus méritos artísticos, uma visão que permanece até hoje. No entanto, Freedom from Want, que retrata um grupo de pessoas reunidas em torno de uma mesa de jantar festivo, tornou-se a representação icônica da celebração do Dia de Ação de Graças, sendo atualmente referido como "Norman Rockwell Thanksgiving".

## Discurso de Franklin Delano Roosevelt
"Nos dias futuros, que procuramos tornar seguros, esperamos ansiosos por um mundo fundado sobre quatro liberdades humanas essenciais.
A primeira é a liberdade de expressão em todos os lugares do mundo.
A segunda é a liberdade de cada pessoa adorar a Deus à sua própria maneira, em todos os lugares do mundo.
A terceira é a liberdade de querer, que traduzida em termos mundiais, significa entendimentos econômicos que irão garantir a cada nação uma vida saudável em tempos de paz para seus habitantes, em todos os lugares do mundo.
A quarta é a liberdade de viver sem medo, que, traduzida em termos mundiais,  significa uma redução mundial dos armamentos a tal ponto e de uma forma tão completa que nenhuma nação estará em posição de cometer um ato de agressão física contra qualquer nação vizinha - em nenhum lugar do mundo.
 Isso não é uma visão de um milênio distante. É uma base definitiva para um mundo eatingível em nosso próprio tempo e na nossa geração. Esse mundo é a própria antítese da chamada nova ordem de tirania que os ditadores buscam criar com a explosão de uma bomba."

—Franklin Delano Roosevelt
Ao longo de sua carreira política, Roosevelt defendeu a causa dos direitos humanos. Em seu relatório anual Estado da União endereçado ao Congresso Nacional em 6 de Janeiro de 1941, durante a ocupação da Europa Ocidental pela Alemanha nazi, ele instou os cidadãos norte-americanos a apoiar o esforço de guerra de várias maneiras. Afirmou sua visão de um futuro melhor, fundado em quatro liberdades: "Nos dias futuros, que procuramos tornar seguros, esperamos ansiosos por um mundo fundado sobre quatro liberdades humanas essenciais", algumas tradicionais e algumas novas: liberdade de expressão, a liberdade religiosa, liberdade de viver sem penúria e liberdade de viver sem medo.
O discurso de 6 de janeiro de Roosevelt ficou conhecido como "Four Freedoms Speech", devido a sua conclusão, que descreve a visão do presidente de uma extensão mundial dos ideais americanos de liberdades individuais, que são resumidas nessas quatro liberdades. O discurso de Roosevelt tinha o propósito de "identificar os objetivos da guerra, revelando sua visão esperançosa do mundo pós-guerra." A fala presidencial ajudou a despertar o Congresso e a nação para o chamado da guerra, articulando os objetivos ideológicos necessários ao conflito armado e apelando para a crença americana na liberdade. Internamente, as quatro liberdades não eram algo que Roosevelt fosse capaz de alcançar através de uma simples legislação, mas elas forneceram um tema para justificar a participação militar americana na Segunda Guerra. Das quatro liberdades, apenas duas constavam da Constituição dos Estados Unidos - a liberdade de expressão e a liberdade de religiosa.

## Rockwell e a Segunda Guerra Mundial

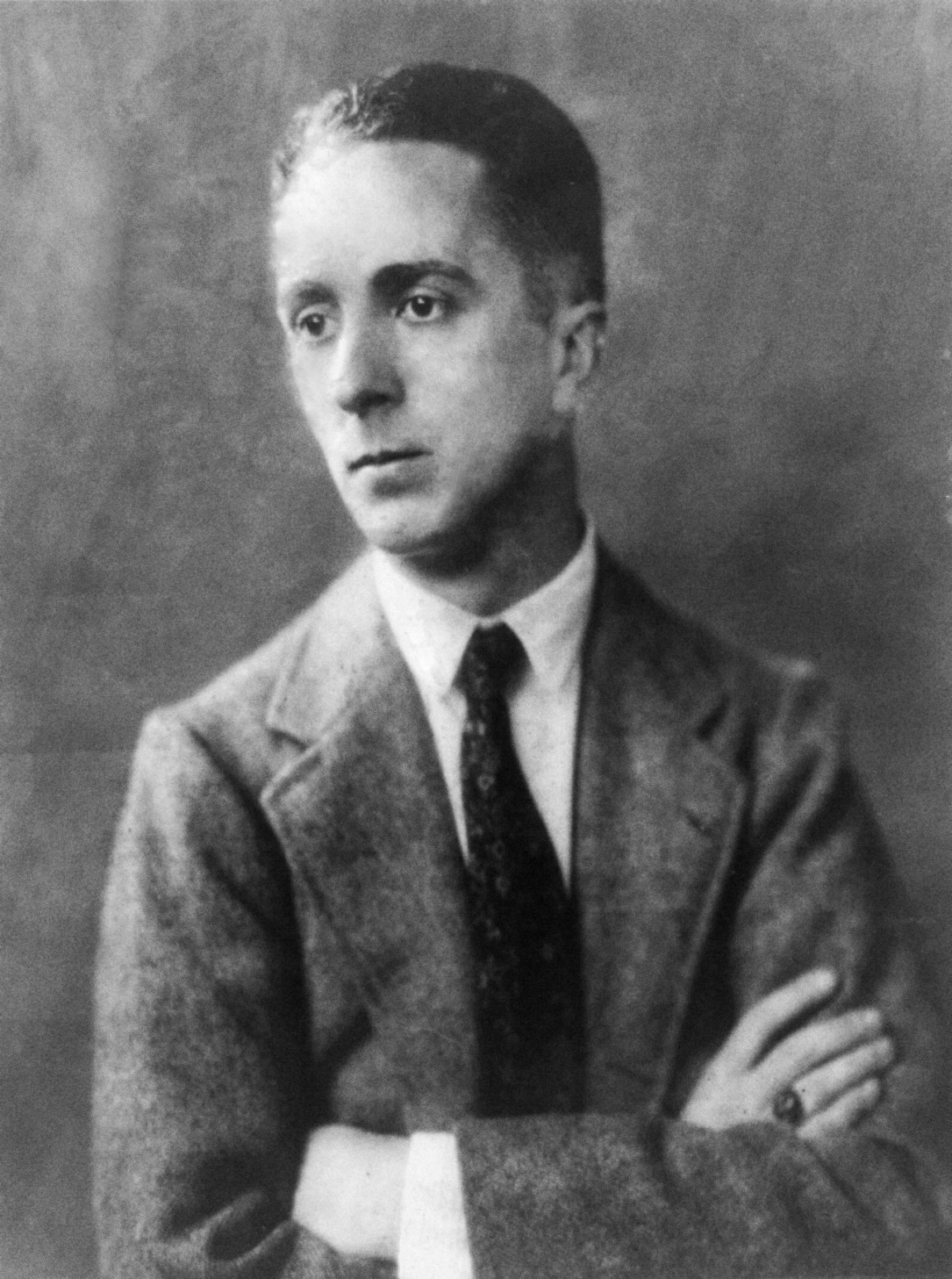
Norman Rockwell (1923)

De 1916 até a edição de 14 de dezembro de 1963, cuja capa, em memória de John Kennedy,  elaborou Rockwell criou 322 capas para The Saturday Evening Post  que já foi a mais lida nos Estados Unidos. Na era pré-eletrônica, quando as revistas ilustradas em cores estavam em máxima produção, a ilustração era a forma mais popular de mídia, e Rockwell tornou-se um nome nacional. Na década de 1950, entre os artistas visuais, foi apenas rivalizado por Walt Disney, em termos de popularidade. Durante a Primeira Guerra Mundial, Rockwell colaborava com ilustradores mais estabelecidos do The Post, cujo editor era George Horace Lorimer, que morreu em 1937. Livre das restrições de Lorimer, Rockwell viu a oportunidade de ilustrar as Quatro Liberdades como a oportunidade da sua vida.
As capas de Rockwell para a revista destacavam o aspecto humano do esforço de guerra americano . Suas ilustrações promoviam os bônus de guerra, encorajavam as mulheres a trabalhar e os homens a se alistar. Os temas presentes eram patriotismo, saudade, troca de papéis de gênero, reunião, amor, trabalho, comunidade e família. Como ilustrador de revista em tempos de guerra, os desenhos de Rockwell sâo comparados aos de Winslow Homer, um ilustrador americano da Guerra de Secessão que trabalhou para a revista Harper's Weekly. Acredita-se que as quatro pinturas de Rockwell tenham influenciado a adoção das Quatro Liberdades como um objetivo.
O tema das quatro liberdades tornou-se  importante para a organização  Artists for Victory ('Artistas pela Vitória), que foi um dos vários consórcios de artistas que forneciam ao governo trabalhos de arte destinados a promover a guerra. além de patrocinar mostras sobre a paz global.
Rockwell era tido como apolítico, mas defendeu "a tolerância às diferenças, a cortesia, a bondade e as liberdades articuladas por FDR". Ele acreditava que as liberdades eram um tema por que valia a pena lutar, e fez inúmeras contribuições artísticas aos esforços de guerra, além das Quatro Liberdades. Ele também ficou muito conhecido por seu personagem ficional de tempos de guerra, Willie Gillis, e por sua recriação de Rosie the Riveter, capa da edição de 29 de maio de 1943 da Post. Alguns  de seus outros trabalhos sobre a guerra são conhecidos pelo nome, tais como War News,  completado em 1945 mas nunca publicado, e Homecoming Soldier, capa da Post em 25 de maio de 1945. Rockwell foi ainda  responsável por incentivar o apoio monetário individual à guerra, através de cartazes como  Hasten the homecoming - Buy Victory Bonds ('Apresse a volta para a casa - Compre Títulos da Vitória'), de 1943, ilustrado pela pintura The Homecoming .

## Composição
"O trabalho era muito grande para mim ... Ele deve ter sido feito por Michelangelo."

—Norman Rockwell
As pinturas de Rockwell, Freedom of Speech, Freedom of Worship, Freedom from Want e Freedom from Fear, foram publicadas, respectivamente, em 20 de fevereiro, 27 de fevereiro, 6 de março e 13 de março de 1943 juntamente com ensaios de importantes escritores e historiadores americanos da época (Booth Tarkington, Will Durant, Carlos Bulosan e Stephen Vincent Benét, respectivamente) As obras medem 116,2 × 90 cm, exceto Freedom of Worship, que mede 116,8 x 90 cm. Para todas as suas pinturas, Rockwell utilizou modelos. Em 1935, Rockwell começou a usar extensivamente as fotografia em preto-e-branco destes modelos, embora não ter revelado publicamente ele fez isso até 1940. O uso da fotografia acabava expandindo as possibilidades de Rockwell que poderia pedir para os modelos, posarem em posições que eles só poderiam realizar por breves períodos de tempo. Ele também poderia produzir obras de novas perspectivas nas quatro liberdades representado "baixo ponto de vista em Freedom of Speech, centrar a cena em Freedom of Worship, de gama média em Freedom from Want e grande angulo em Freedom from Fear."
Em 1939, Rockwell mudou para Arlington, que era uma comunidade artista amigável que já recebeu Robert Frost, Rockwell Kent e Dorothy Canfield Fisher. Do movimento de New Rochelle, Nova York, Rockwell disse: "Eu estava inquieto ... A cidade (de New Rochelle) parecia tingida com tudo o que aconteceu comigo". Em New Rochelle, ele sofreu um divórcio e correu com uma multidão. Os artistas John Atherton, Mead Schaeffer e George Hughes estabeleceram suas residências em Arlington logo após Rockwell. Os artistas residentes, acolheu Rockwell, oferecendo mútuos suportes e contratou os cidadãos locais como seus modelos amadores.